# T・R・ナイト
T・R・ナイト（T.R. Knight、本名：Theodore Raymond Knight 　1973年3月26日 - ）は、アメリカ合衆国の俳優である。

## 来歴
ミネソタ州ミネアポリス生まれ。
ミネソタ大学中退後、地元の劇場で舞台に立つ。その後ニューヨークに移り、2001年にブロードウェイの舞台『Noises Off』に出演。その他多くのオフ・ブロードウェイの舞台に出演。
2005年からドラマシリーズ『グレイズ・アナトミー 恋の解剖学』にジョージ・オマリー役でレギュラー出演。2007年度のエミー賞最優秀助演男優賞にノミネートされた。

### 私生活
2006年ドラマ撮影時、出演者のパトリック・デンプシーとイザイア・ワシントンが喧嘩をした際ワシントンが共演者の男性を同性愛者に対する差別用語を使って罵った、という報道がされた。その後罵られたのはナイトではないか、という噂が立ち始めたため雑誌ピープルにて同性愛者である事を公表した。
2008年6月、テレビ番組において19歳の学生Mark Cornelsonと交際中である事を公表した。
『グレイズ・アナトミー 恋の解剖学』で共演したキャサリン・ハイグルとは親友である。

## フィルモグラフィー

### 映画
| 年   | 邦題/原題                | 役名                 | 備考 |
| ---- | ------------------------ | -------------------- | ---- |
| 2013 | 42 〜世界を変えた男〜 42 | ハロルド・パーロット |      |

### テレビ
| 2016年      | 邦題11.22.63/原題                                          | 役名ジョニー・クレイトン                  | 備考                                        |
| ----------- | ---------------------------------------------------------- | ----------------------------------------- | ------------------------------------------- |
| 2003        | そりゃないぜ!? フレイジャー Frasier                        | アレックス                                | 1エピソード                                 |
| 2003        | LAW & ORDER:犯罪心理捜査班 Law & Order: Criminal Intent    | ニール・コルビー                          | 1エピソード                                 |
| 2004        | CSI:科学捜査班 CSI: Crime Scene Investigation              | ゼロ・アダムス                            | 1エピソード                                 |
| 2005 - 2009 | グレイズ・アナトミー 恋の解剖学 Grey's Anatomy             | ジョージ・オマリー                        | シーズン1 - 5: メインキャスト 102エピソード |
| 2011        | LAW & ORDER:性犯罪特捜班 Law & Order: Special Victims Unit | ガブリエル・トーマス / ブライアン・スミス | 1エピソード                                 |
| 2012 - 2013 | グッド・ワイフ The Good Wife                               | ジョーダン・カラハリオス                  | 7エピソード                                 |